# الصيرة (الشعر)

تعديل مصدري - تعديل

الصيرة محلة تابعة لقرية بيت قرعة، التابعة لعزلة المفتاح بمديرية الشعر إحدى مديريات محافظة إب في الجمهورية اليمنية، بلغ تعداد سكانها 95 حسب تعداد اليمن لعام 2004.